# Bridget Phillipson
Bridget Maeve Phillipson (Gateshead, 19 dicembre 1983) è una politica britannica, segretario di Stato per l'istruzione dal 5 luglio 2024.

## Primi anni
Bridget Maeve Phillipson è nata il 19 dicembre 1983 a Gateshead, cittadina situata nella contea di Tyne and Wear. La madre, Clare Phillipson, ha fondato un ente benefico con sede a Sunderland chiamato Wearside Women in Need, il quale si occupa di offrire rifugio e assistenza alle donne che vittime di violenza domestica. Nonostante le attività di beneficenza gestite dalla madre, Phillipson è cresciuta in un quartiere povero di Washington, ove la famiglia viveva in una casa popolare senza riscaldamento.
Data la fede cattolica della famiglia, Phillipson frequentò a Washington la St Robert of Newminster Catholic School, ove imparò anche a suonare il violino. Successivamente, dopo aver conseguito il diploma, studiò storia e lingue moderne presso l'Università di Oxford, ove si laureò con la lode nel 2005. Durante l'adolescenza, all'età di quindici anni, si iscrisse al partito laburista. Dopo la laurea, tornò a vivere a Washington, ove fu eletta per due anni all'interno della giunta comunale locale, mentre successivamente, dal 2007 al 2010, divenne la manager della Wearside Women in Need.

## Carriera politica

### Attività parlamentale
Nel 2009, Phillipson si candidò insieme al partito laburista per essere nominata deputata del collegio di Houghton and Sunderland South e, alle elezioni generali dell'anno successivo, vinse con il 50,3% dei voti e una maggioranza di 10.990. Dopo essere diventata un membro del parlamento, fu nominata segretaria privata del politico Jim Murphy, mentre tra l'ottobre 2013 e il settembre 2015, divenne la leader dell'opposizione presso la Camera dei Comuni.
Durante le elezioni generali del 2015, Phillipson fu nuovamente rieletta deputata per il collegio di Houghton and Sunderland South con un aumento del 55,1% e una maggioranza del 12.938. Tuttavia, alle elezioni generali del 2019, Phillipson fu rieletta con soltanto il 40,7% e una maggioranza del 3.115, mentre alle elezioni generali del quinquennio successivo fu nuovamente eletta con il 47,1% dei voti e una maggioranza di 7.168.

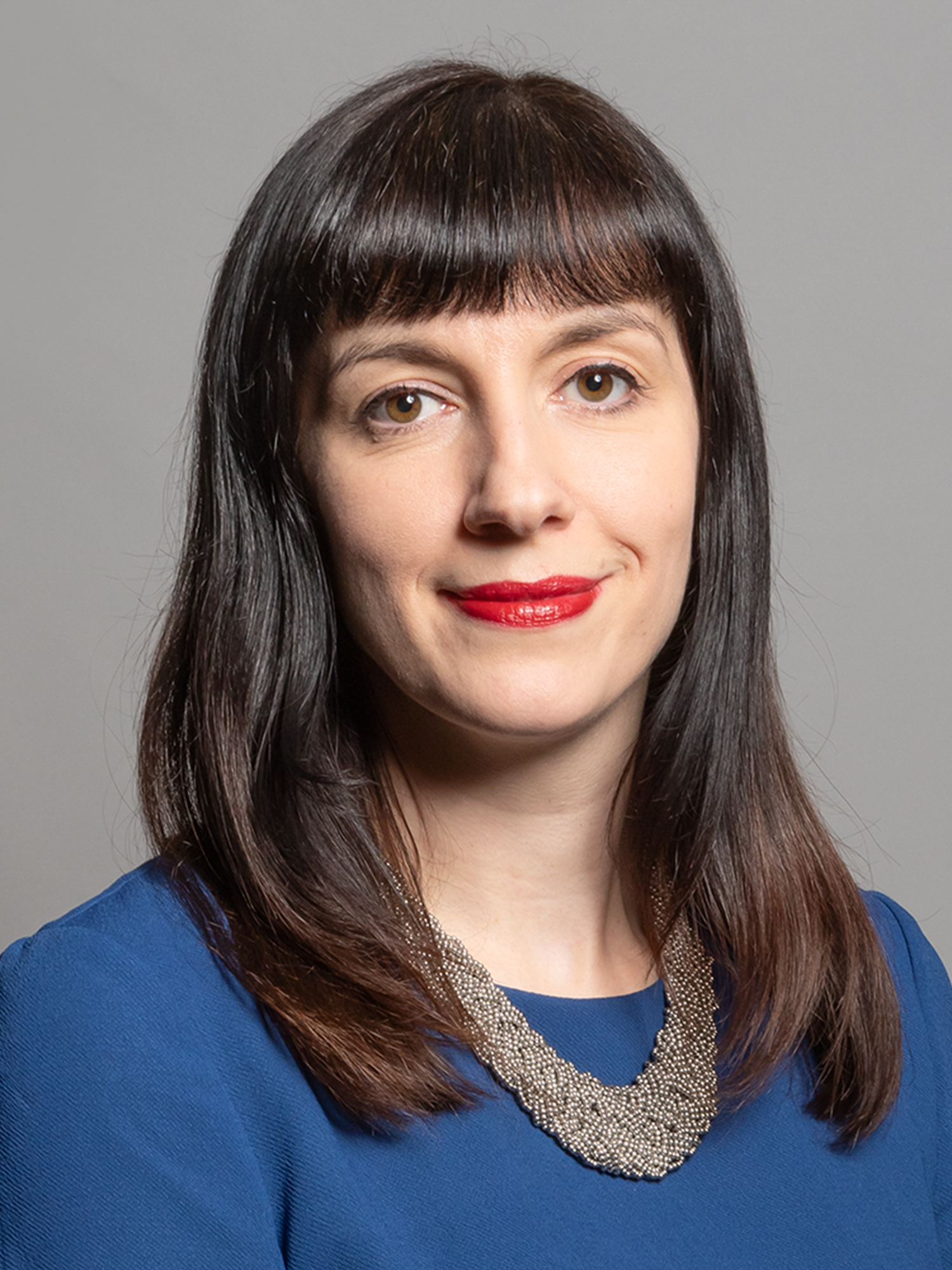
Phillipson fotografata nel 2020

### Membro del governo ombra (2020-2024)
A seguito della vittoria di Starmer alle elezioni per il partito laburista dell'aprile 2020, Phillipson fu nominata membro del governo ombra in qualità di segretario al Tesoro, mentre successivamente, il 29 novembre 2021, fu nominata segretario di Stato per l'istruzione.
In qualità di segretario di Stato per l'istruzione del governo ombra, Phillipson espose alcuni progetti sostenuti dal partito laburista per riformare l'assistenza per l'infanzia all'interno delle scuole. Phillipson propose, ad esempio, un servizio statale la colazione all'interno delle scuole dell'infanzia. Inoltre, ella spinse affinché il governo approvasse l'aumento del salario degli insegnanti. Phillipson affermò in questo periodo che se fosse nominata segretario di Stato per l'istruzione avrebbe notevolmente abbassato le tasse universitarie, senza tuttavia abolirle del tutto.

### Segretario di Stato per l’istruzione (2024-oggi)
Dopo la schiacciante vittoria del partito laburista alle elezioni generali del 2024, Phillipson è stata nominata il 5 luglio segretario di Stato per l'Istruzione dal nuovo primo ministro Keir Starmer, mentre tre giorni dopo è stata designata come ministro per le donne e l'uguaglianza.

## Vita privata
Bridget Phillipson incontrò suo marito a Newcastle upon Tyne, poco dopo essersi laureata presso l'Università di Oxford. Ha due figli e si professa cattolica.